# فرناند بروسيوس
فرناند بروسيوس (بالفرنسية: Fernand Brosius)‏ هو لاعب كرة قدم لوكسمبورغي، ولد في 15 مايو 1934 في نيديركورن في لوكسمبورغ، وتوفي بنفس المكان في 14 يناير 2014. شارك مع منتخب لوكسمبورغ لكرة القدم. أما مع النوادي، فقد لعب مع سبورا لوكسمبورغ.

## وصلات خارجية
- فرناند بروسيوس على موقع قاعدة بيانات كرة القدم.إي يو (الإنجليزية)
- فرناند بروسيوس على موقع ناشيونال فوتبول تيمز (الإنجليزية)